# Discotarsa
Discotarsa là một chi bọ cánh cứng trong họ Chrysomelidae.
Chi này được Medvedev miêu tả khoa học năm 1993.

## Các loài
Các loài trong chi này gồm:
- Discotarsa brancuccii Medvedev, 1993
- Discotarsa subseriata Medvedev, 1993